# صابرينا حسامي
سابرينا حسامي (بالإنجليزية: Sabrina Houssami)‏ (مواليد 1986)، أسترالية من أصول لبنانية.
هي ملكة جمال أستراليا سابقة وملكة جمال أسيا الباسيفيكية ووصيفة ملكة جمال العالم لسنة 2006. لقد حصلت على اللقب مع أنها لم تربح المسابقة الوطنية بشكل رسمي. فقد ألغت اللجنة الأسترالية المباراة إثر تأجيل انتخابات ملكة جمال العالم لثلاثة أسابيع مما دفع اللجنة لمنح اللقب إلى حسامي على أساس أنها الوصيفة الأولى للملكة السابقة. ولدت في مدينة سيدني وعاشت فيها. والدتها هندية وأباها لبناني مسلم. وتدرس علم النفس في جامعة سيدني.
في عام 2009، ظهرت في برنامج «أبرينتست» في النسخة الأسترالية و«طردت» من البرنامج لتحل خامسة بين كل المتبارين.

## روابط خارجية
- صابرينا حسامي على موقع IMDb (الإنجليزية)